# Christian Kurts
Christian Kurts (* 27. November 1964 in Helmstedt) ist ein deutscher Hochschullehrer, Immunologe und Nephrologe.

## Leben und Leistungen
Christian Kurts studierte von 1985 bis 1991 Medizin und Physik an der Universität Göttingen. Dort wurde er 1991 in Medizin promoviert. Von November 1991 bis März 1995 und von Mai 1998 bis September 2000 war er als Assistenzarzt und wissenschaftlicher Mitarbeiter in der Inneren Medizin und Nephrologie an der Medizinischen Hochschule Hannover tätig. Von April 1995 bis März 1998 verbrachte er einen dreijährigen Forschungsaufenthalt am Walter and Eliza Hall Institute for Medical Research (WEHI) in Melbourne, Australien bei Jacques Miller, wo er an Antigen-Kreuzpräsentation und Autoimmunität forschte. Von Oktober 2000 bis März 2003 führte er als Leiter einer Nachwuchsforschungsgruppe des Landes Nordrhein-Westfalen am Universitätsklinikum Aachen grundlegende Forschungsarbeiten über dendritische Zellen der Niere durch und absolvierte die Weiterbildung zum Teilgebiet Nephrologie der Inneren Medizin. 2002 war er als Gastwissenschaftler am La Jolla Institute for Allergy and Immunology (LIAI), San Diego, USA, tätig.
2003 wurde Kurts auf eine Professur für molekulare Immunologie an das Universitätsklinikum Bonn der Rheinischen Friedrich-Wilhelms-Universität Bonn berufen und sechs Jahre später Direktor an den dortigen Instituten für Molekulare Medizin und Experimentelle Immunologie. Er beschäftigt sich wissenschaftlich mit der Zellbiologie und -dynamik der Kreuzpräsentation, der Immuntoleranz und der Funktion dendritischer Zellen in verschiedenen Organen, insbesondere des Urogenitaltraktes.

## Auszeichnungen
- 1986: Stipendium der Studienstiftung des deutschen Volkes
- 1992: Promotionspreis der Deutschen Gesellschaft für Nephrologie
- 1999: Hans-Adolf-Krebs-Preis für medizinische Grundlagenforschung
- 2001: Heisenberg-Stipendium der Deutschen Forschungsgemeinschaft
- 2010: Hans-U.-Zollinger-Award der Deutschen Gesellschaft für Nephrologie
- 2012: Gottfried-Wilhelm-Leibniz-Preis der Deutschen Forschungsgemeinschaft
- 2014: Mitglied der Leopoldina[12]
- 2016: Mitglied des Fachkollegiums Medizin der DFG